# Windows Fotogalerie
Windows Fotogalerie ist ein Programm zur Bildbearbeitung. Es gehörte zu Windows Essentials und wurde von Microsoft entwickelt. Die Weiterentwicklung und der Download wurden eingestellt.
Fotos können beispielsweise nach dem Aufnahmedatum sortiert werden. Die Software ist nur für Windows verfügbar.

## Allgemeines
Die in Windows XP eingeführte Windows Bild- und Faxanzeige wurde in Windows Vista überarbeitet und in Windows Fotogalerie umbenannt. Dann gab Microsoft das Windows Live Dashboard heraus. Es beinhaltete die Windows Live Fotogalerie. Diese enthielt mehr Funktionen. Dann brachte Microsoft Windows 7 heraus, darin auch die Windows Fotoanzeige; diese konnte Bilder nicht bearbeiten. Deshalb wurde Windows Live Essentials 2009 inklusive einer neuen Version der Live Fotogalerie veröffentlicht. Es folgte Windows Live Essentials 2012. Diese Version enthält weitere Funktionen.
Zu den Neuerungen der Version 2011 zählt die Einführung der Ribbon-Oberfläche, wie sie auch in den anderen Office-2010-Produkten verwendet wird. Mit dem Programm können Fotos einfach bearbeitet und auf verschiedenen Internetplattformen veröffentlicht werden. Es gibt eine Auswahl an Plug-Ins. Das Programm arbeitet nicht-destruktiv – die Originalfotos bleiben erhalten und werden, wie die hinter dem Programm liegende Datenbank, standardmäßig im jeweiligen Benutzerprofil gespeichert. Eine Speicherung auf anderen Shares ist möglich. Als eines der wenigen nicht-professionellen Bildbetrachtungsprogrammen verfügt das Programm über eine Datenbank, in der auch „Markierungen“ („Keywords“) in den IPTC-Daten gespeichert werden. Bereits für Fotos vergebene Markierungen können verwaltet oder geändert werden. Allerdings gibt es keine Möglichkeit, die Markierungen und andere Metadaten, wie Bewertungen oder Geo-Tags, in ein Foto zurückzuschreiben, weshalb sie für andere Bildbearbeitungsprogramme nicht zur Verfügung stehen. Für die Zuteilung von Geo-Daten gibt es ein Plug-In.